# Lucila Sandoval
Lucila Sandoval (Saladas, Corrientes, 2 de marzo de 1970) es una futbolista retirada que se desempeñó como arquera en diversos clubes de la Primera División A de Argentina. Luego de su retiro deportivo fundó Pioneras del fútbol femenino en Argentina, organización que nuclea a jugadoras veteranas y que intenta reconstruir y divulgar la historia del fútbol femenino en Argentina.

## Trayectoria
Comenzó su carrera deportiva en 1988 en el Club Atlético All Boys jugando en campeonatos organizados por la extinta Asociación Argentina de Fútbol Femenino. Posteriormente estuvo un tiempo en River Plate, hasta que en 1995 llegó al Club Atlético Independiente, equipo del que es simpatizante y en el cual permanecería hasta 2003.
Su primer partido en Independiente fue en un clásico frente a Racing Club disputado en 1996. Durante su permanencia en el club tuvo la oportunidad de ser entrenada por Miguel Ángel Santoro, célebre arquero de la institución. En 2003, cuando faltando ganar solo un partido para la obtención del campeonato terminaron perdiendo los puntos por falta de médico y de policía, decepcionada con la dirigencia del club partió de Independiente y tomó la decisión de retirarse del fútbol.
Tiempo después se dedicó al futsal, primero en Atlanta, club al que llegó por invitación de Mónica Santino, y luego en Boca Juniors en donde fue capitana y campeona del primer torneo femenino de futsal organizado por AFA.
En 2009 retornó al fútbol 11 incorporándose a San Lorenzo de Almagro, club en el que permaneció por tres años y con el que disputó la Copa Libertadores Femenina 2009.
Los últimos clubes en los que participó antes de su retiro definitivo en 2016 fueron Ferro Carril Oeste, en donde fue compañera de Florencia Chiribelo, y Excursionistas, en donde compartió el puesto con Gabriela Ceña.

### Selección nacional
Su primera participación en la selección femenina de fútbol de Argentina fue en 1997 al ser convocada por el entrenador Coco Torres. Al año siguiente fue nuevamente citada, está vez por el entrenador Rodríguez Seaone, pero no le fue posible acudir al no recibir permiso en el trabajo que paralelamente desempeñaba. En 2000, bajo la dirección técnica de Carlos Borrello, volvió a ser llamada al seleccionado.

## Pioneras del fútbol femenino en Argentina
Después de retirarse del fútbol se dedicó a buscar a las jugadoras de mayor antigüedad, como aquellas que representaron a la Argentina en la Copa Mundial Femenina de Fútbol de 1971, con intención de recopilar sus memorias y que sus historias no se perdieran en el olvido. Junto a ellas creó la organización Pioneras del fútbol femenino en Argentina y fueron las principales impulsoras de que se declarase el 21 de agosto como el Día de las Futbolistas en recordación de los cuatro goles marcados por Elba Selva frente a Inglaterra en el mundial de 1971.